# Jurij Nesterov
Jurij Igorjevič Nesterov (rusko Юрий Игоревич Нестеров), sovjetski (ruski) rokometaš, * 24. marec 1967, Leningrad.
Leta 1988 je na poletnih olimpijskih igrah v Seulu v sestavi sovjetske rokometne reprezentance osvojil zlato olimpijsko medaljo.